# Le Chat (chanson)
Pour les articles homonymes, voir Le Chat.
Singles de Pow woW
Le lion est mort ce soir
(1992)
Le Chat est une chanson a cappella du groupe français Pow Wow, écrite et composée par ses quatre membres (Ahmed Mouici, Pascal Periz, Bertrand Pierre et Alain Chennevière). Elle figure sur l'album Regagner les plaines.
Sortie en single en mai 1992, elle se classe à la 1re place du Top 50 pendant sept semaines. C'est à ce jour la seule chanson a cappella à s'être classée en tête du Top 50.
Le titre en face B du single est Run On (God's Gonna Cut You Down), une chanson traditionnelle américaine.

## Distinction
Le Chat remporte la Victoire de la chanson originale lors de la 8e cérémonie des Victoires de la musique en 1993.

## Classements hebdomadaires
| Classement (1992) | Meilleure position |
| ----------------- | ------------------ |
| France (SNEP)     | 1                  |